# Eric van der Donk
Eric Marie van der Donk (Amsterdam, 20 juni 1929 – Arnhem, 4 december 2021) was een Nederlands acteur, die actief was in het theater, op de televisie en in films.

## Levensloop
Van der Donk volgde het gymnasium en kreeg les in toneel bij de acteur Louis van Gasteren sr. Hij speelde bij diverse theatergroepen. Zijn eerste rollen in theatervoorstellingen speelde hij in 1954 bij toneelgezelschap Puck (Shakespeare). Van 1960 tot 1985 maakte hij deel uit van toneelgroep Theater.
Voor de Nederlandse televisie heeft hij gespeeld in Bij nader inzien, De kleine waarheid, Pleidooi, Medisch Centrum West (1988) en Deadline (bijrol). Bij Het Klokhuis speelde hij rollen in sketches. In Oud Geld speelde hij de patriarch van de familie Bussink, die zijn familiebank graag wil nalaten aan zijn drie kinderen.
Als filmacteur was hij te zien in Max Havelaar, Moord in extase, Kruimeltje, De stilte van het naderen, Morlang, Pietje Bell 2: De Jacht op de Tsarenkroon, De gelukkige huisvrouw en de Kroon. In deze laatste televisiefilm, die gaat over de kwestie Zorreguieta, speelde hij Max van der Stoel.
Hij ontving in 1978 de Louis d'Or voor zijn rol als Jerolimo in Bredero's De Spaanse Brabander en in 1996 een Gouden Kalf voor zijn rol in De langste reis. In november 2010 werd hij door de koningin benoemd tot lid in de Orde van Oranje-Nassau.
Van der Donk overleed op 92-jarige leeftijd.